# Szemaja kaspijska
Szemaja kaspijska, szemaja aralska, szemaja, szamaja (Alburnus chalcoides) – gatunek anadromicznej ryby z rodziny karpiowatych (Cyprinidae).

## Występowanie
Zlewiska Morza Kaspijskiego i Jeziora Aralskiego. W Morzu Kaspijskim występuje głównie wzdłuż zachodniego południowo-zachodniego wybrzeża. Tworzy również osiadłe, słodkowodne formy.

## Taksonomia i polskie nazwy zwyczajowe
Gatunek został opisany naukowo z rzek południowej Rosji przez Güldenstädta w 1772 pod nazwą Cyprinus chalcoides. Następnie został przeniesiony przez Berga do rodzaju Chalcalburnus, dla którego w polskiej literaturze przyjęto zwyczajową nazwę szemaja lub – używaną głównie w Gruzji – szamaja, wywodzoną etymologicznie od szach-mai, co oznacza carską rybę.
W obrębie Chalcalburnus chalcoides, również określanego nazwą szemaja, wyróżniono liczne podgatunki (czasem uznawane za rasy geograficzne), o szerokim zasięgu, obejmującym zlewiska Morza Czarnego, Azowskiego, Kaspijskiego i Aralskiego.
Były to: 
- Ch. ch. chalcoides – szemaja kaspijska[3], podgatunek nominatywny
- Ch. ch. aralensis – szemaja aralska[3]
- Ch. ch. derjugini – szemaja batumska[3]
- Ch. ch. istanbulensis – szemaja stambulska[5]
- Ch. ch. macedonicus – szemaja macedońska[5]
- Ch. ch. mandrensis – szemaja burgaska[5]
- Ch. ch. mento – szemaja bawarska[3]
- Ch. ch. mentoides – szemaja krymska[3]
- Ch. ch. schischkovi – szemaja czarnomorska[3] (azowsko-czarnomorska[3] lub bułgarska[5])

Podgatunki te znacznie różnią się cechami morfologicznymi, przez co gatunek był uznawany za „zmienny morfologicznie”. Uzasadniano to zdolnością poszczególnych populacji do adaptacji w różnych środowiskach.
Większość z nich (poza szemają kaspijską i aralską) uznano później za odrębne gatunki. Ch. ch. aralensis (szemaja aralska) uznano za synonim Ch. chalcoides (szemaja kaspijska), a tym samym polskie nazwy zwyczajowe „szemaja”, „szamaja”, „szemaja kaspijska” i „szemaja aralska” stały się również synonimami tego samego gatunku. Dwie pierwsze stały się niejednoznaczne, a dwie ostatnie odzwierciedlają zasięg występowania Alburnus chalcoides we współczesnym znaczeniu. W 1997 Bogutskaya przeniosła ten gatunek do rodzaju Alburnus, co zostało zaakceptowane przez innych ichtiologów, m.in. M. Kottelata.

## Charakterystyka

### Budowa
Osiąga do 40 cm długości. Ciało wydłużone, bocznie spłaszczone. Wzdłuż dolnej części brzucha, za płetwami brzusznymi biegnie bezłuski kil. Otwór gębowy górny, żuchwa wystaje za szczękę. Płetwa grzbietowa przesunięta do tyłu, jej przednia krawędź znajduje się za płetwami brzusznymi.
Grzbiet jest czarnozielony, boki srebrzyste, brzuch biały. Płetwy grzbietowa i ogonowa ciemnoszare, pozostałe jaśniejsze.

### Odżywianie
Żywi się planktonem, owadami oraz fauną denną.

### Rozród
Do rzek wchodzi jesienią, jednak trze się dopiero w maju.

## Znaczenie gospodarcze
W rejonie Morza Kaspijskiego ma dość duże znaczenie.